# كريستيان سينيجر
كريستيان سينيجر (بالفرنسية: Christian Sinniger)‏ (و. 1947  م) هو ممثل، وكاتب سيناريو، وممثل أفلام فرنسي، ولد في باريس.

## وصلات خارجية
- كريستيان سينيجر على موقع IMDb (الإنجليزية)
- كريستيان سينيجر على موقع ألو سيني (الفرنسية)
- كريستيان سينيجر على موقع أول موفي (الإنجليزية)
- كريستيان سينيجر على موقع قاعدة بيانات الأفلام السويدية (السويدية)
- كريستيان سينيجر على موقع قاعدة بيانات الفيلم (الإنجليزية)
- كريستيان سينيجر على موقع كينوبويسك (الروسية)